# Диплома Вук Караџић (Република Српска)
Диплома Вук Kараџић, уобичајено звана Вукова диплома, је награда која се додјељује ученику за изузетан општи успјех у учењу и примјерно владање у Републици Српској. Дијели назив са наградом која се по истом основу додјељује у школама у Србији. Ученици који су током цјелокупног школовања имали одличан успјех и примјерно владање колоквијално се зову вуковци.

## Критеријуми
Диплома Вук Kараџић се додијељује ученику који има одличан успјех из свих предмета прописаних наставним планом и програмом на крају сваке школске године, примјерно владање на крају сваке школске годинe и најмање једну диплому Доситеј Обрадовић. Одлуку о додјели дипломе Вук Kараџић доноси наставничко вијеће на приједлог одјељењског вијећа. Услов да је ученик добитник бар једне награде Доситеј Обрадовић је увден од школске 2022/2023. године. Диплома Доситеј Обрадовић се додељује ученицима за изузетне резултате из обавезног предмета, односно изборног програма, и ако имају примјерно владање на крају школске године.